# Roberto Gayón Márquez
Roberto Gayón Márquez (1 de gener de 1905 - ?) fou un futbolista mexicà.

## Selecció de Mèxic
Va formar part de l'equip mexicà a la Copa del Món de 1930.